# Sroka złodziejka
Sroka złodziejka (wł. La gazza ladra) – opera semiseria Gioacchina Rossiniego, melodramma w dwóch aktach z librettem Giovanniego Gherardiniego; jej premiera odbyła się w Mediolanie 31 maja 1817 roku.

## Historia powstania utworu

### Libretto
Autorem tekstu Sroki jest Giovanni Gherardini, później sławny filolog i leksykograf, stawiający wówczas pierwsze kroki w literaturze. Temat do libretta zaczerpnął z dramatu Jean-Marie-Théodore Badouin d’Aubigny’ego i Louis-Charlesa Caigneza La pie voleuse, ou la Servante de Palaiseau (Sroka złodziejka, albo służąca z Palaiseau), wystawionego z powodzeniem w Paryżu w 1815 roku. Dramat został oparty na rzeczywistym zdarzeniu, które miało miejsce w XVIII wieku w miasteczku Palaiseau pod Paryżem. Uboga dziewczyna została tam skazana na śmierć za kradzież kilku srebrnych przedmiotów z serwisu stołowego w rodzinie, w której służyła. Po wykonaniu wyroku okazało się, że przedmioty zabrała i ukryła w gnieździe zadomowiona sroka. Jako zadośćuczynienie zarząd gminy uchwalił specjalny fundusz na odprawienie raz do roku Mszy za spokój duszy niewinnej ofiary, która otrzymała miano „sroczej mszy” (la messe de pie).

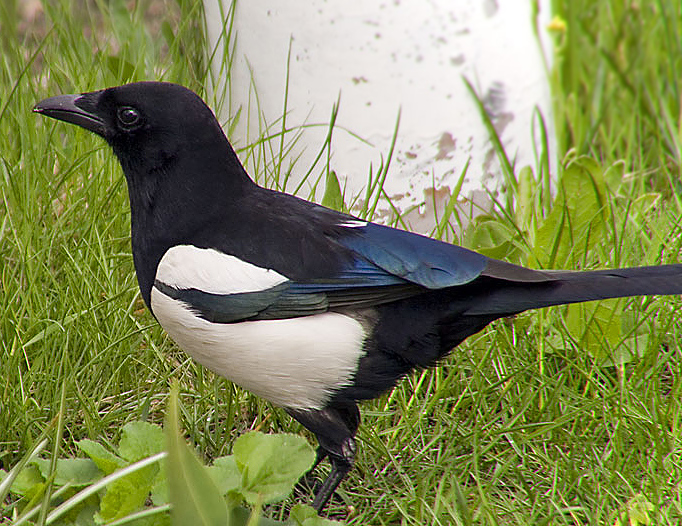
Sroka (Pica pica)

Gherardini dał utworowi szczęśliwe zakończenie, wplótł również w akcję sztuki pewne epizody komiczne, które chociaż nie odgrywają w przebiegu akcji większej roli, sprawiają, że opera należy do gatunku określanego w owych czasach jako semiseria.

### Muzyka
Tekst Sroki był pierwotnie przeznaczony dla Ferdynanda Paëra, który rok wcześniej podjął się napisania muzyki. Potem jednak, z niewyjaśnionych powodów, wycofał się i zwrócił libretto. W tej sytuacji dyrekcja mediolańskiej La Scali zwróciła się do Rossiniego i podpisała z nim kontrakt na napisanie opery. Z Rzymu, gdzie jego ostatnia opera Kopciuszek zaczynała odnosić coraz większe sukcesy, przez Bolonię, gdzie odwiedził rodziców, Rossini udał się do Mediolanu. W początkach marca 1817 roku zasiadł do pracy nad partyturą. Mediolan był podówczas intelektualną i artystyczną stolicą Italii. Publiczność mediolańska wyrobiona i wymagająca, za dyrekcji Petera von Wintera miała możliwość zapoznania się nie tylko z utworami włoskimi, ale i z nowościami kompozytorów niemieckich, austriackich i czeskich. Neapolitańskie i rzymskie sukcesy Rossiniego nie imponowały mediolańczykom, szczególnie, że wciąż żywa była pamięć jego niepowodzeń w La Scali: Aureliana w Palmirze i Turka we Włoszech. Rossini nie mógł więc sobie pozwolić na improwizację.
Libretto zresztą spodobało się Rossiniemu. W liście do matki z 19 marca 1817 roku pisał: Tekst jest wierszowany przez poetę świeżej daty, co przysparza mi niejednego kłopotu... Sam temat jest bardzo piękny i spodziewam się, że – jeśli Bóg pozwoli – wyjdzie z tego coś naprawdę dobrego. Praca nad partyturą zajęła Rossiniemu blisko trzy miesiące.

## Osoby i pierwsza obsada
| Rola                                                                   | Głos        | Premiera 31 maja 1817 (Pierwsza obsada) |
| ---------------------------------------------------------------------- | ----------- | --------------------------------------- |
| Fabrizio Vingradito, pan domu, w którym rozgrywa się akcja             | baryton     | Vincenzo Boticelli                      |
| Lucia, jego żona                                                       | mezzosopran | Marietta Castiglioni                    |
| Giannetto, żołnierz, syn Fabrizia i Lucii                              | tenor       | Savino Monelli                          |
| Fernando Villabella, dezerter, ojciec Ninetty                          | bas-baryton | Filippo Galli                           |
| Ninetta, córka Fernanda, ukochana Giannetta, służąca w domu Vingradito | sopran      | Teresa Giorgi-Belloc                    |
| Gottardo, podesta, czyli wójt miasteczka                               | bas         | Antonio Ambrosi                         |
| Pippo, służący Vingraditów                                             | kontralt    | Teresa Gallianis                        |
| Isacco, wędrowny sprzedawca i lichwiarz                                | tenor       | Francesco Biscottini                    |
| Antonio, dozorca więzienny                                             | tenor       | Francesco Biscottini                    |
| Giorgio, tajniak                                                       | tenor       | Paolo Rossignoli                        |
| Ernesto, przyjaciel F. Villabelli                                      | tenor       | Alessandro De Angelis                   |

tytułowa Sroka, żołnierze, służba, trybunał, lud.
Dyrygent – Alessandro Rolla

## Treść

### Akt I
W domu Vingraditów trwają przygotowania do powrotu syna z wojska. Lucia obawia się jednak o swoją srebrną zastawę stołową, gdyż posądza służącą Ninettę o kradzież srebrnego widelca, który niedawno zniknął w niewyjaśnionych okolicznościach. Do miasteczka w tym czasie przybywa także lichwiarz Isacco, zostaje jednak przepędzony z domu Fabrizia i Lucii przez służącego Pippo. Tłum wieśniaków towarzyszy powracającemu Giannettowi. Następuje ogólna wesołość, wznoszone są toasty, a kiedy zabawa dobiega końca, Ninetta sprząta ze stołu i liczy starannie całą zastawę... Tymczasem w przebraniu pojawia się ojciec dziewczyny, który zbiegł z wojskowego aresztu, prosi ją, aby sprzedała jedyny przedmiot, jaki mu pozostał – srebrną łyżeczkę – nie ma bowiem innych środków utrzymania, a wysłano już za nim list gończy.
Nieobecność Vingraditów wykorzystuje także podesta Gottardo. Głównym celem jego wizyty są zaloty do Ninetty. Ojciec dziewczyny nie mając czasu się schować, ukrywa przed nim tylko swoją twarz. Gottardo jednak list gończy otrzymuje dopiero tutaj, przynosi mu go posłaniec, ale wójt nie mając okularów, prosi o przeczytanie listu Ninettę. Dziewczyna zmienia rysopis ojca, Fernando zaś staje w jej obronie. Ojciec dziewczyny odchodzi, jednak gdy patrzy ona za nim, nadlatuje sroka i kradnie jedną z łyżeczek z kopletu Lucii.
Ninetta spotyka się z lichwiarzem i sprzedaje mu łyżeczkę ojca. Wracają jednak domownicy i wójt. Nieufna pani domu liczy zastawę. Odkrywa brak jednej łyżeczki, na jaw też wychodzi, że Ninetta taką łyżeczkę sprzedała. Wezwany Isacco też zdążył już ją odsprzedać dalej, a grawerowane inicjały Fabrizia i Fernanda są przecież takie same – FV. Pogrąża to dziewczynę, a wójt aresztując ją, czuje również smak odwetu.

### Akt II
Antonio – dozorca więzienia współczując dziewczynie doprowadza do spotkania z Giannettem. Ninetta przekonuje ukochanego, iż jest niewinna, ale nade wszystko stawia honor, więc nie może wyjawić prawdy do końca. Ninettę w celi odwiedza także wójt Gottardo, który ponawia swoje propozycje w zamian za ich przyjęcie oferując wolność. Także Pippo odwiedza swoją przyjaciółkę, ma jej oddać również przysługę – w umówionym kasztanie ma umieścić pieniądze dla jej ojca, a Giannettowi ma w dowód miłości przekazać pierścień. Młody służący otrzymuje także od Ninetty złoty krzyżyk, nie chce jednak go przyjąć, bo to, co ma zrobić, nie robi z wyrachowania, ale z przyjaźni.
Fernandem targa niepokój, coś musiało się wydarzyć, w kryjówce nie ma ani pieniędzy, ani żadnej wiadomości od córki. Wraca więc do domu Fabrizia, a Lucia informuje go o zaistniałej sytuacji. Czas goni, spieszy więc do ratusza, aby ratować córkę. Tymczasem ława przysięgłych ogłasza wyrok śmierci. Tylko Giannetto wie o jej niewinności i prosi, aby ratując siebie, wyjawiła prawdę. Fernanda, który także dotarł do ratusza, rozpoznaje wójt, przestępca i tak nie może być świadkiem.. Tymczasem dezertera poszukuje także Ernesto, który przynosząc królewskie ułaskawienie, spotyka się z Lucią. Ona też zastanawia się nad smutnym losem Ninetty.
Ernesto, jeśli zdąży, może uratować Fernanda, ale los Ninetty zdaje się być przypieczętowany. Liczący przed domem swoje oszczędności Pippo, odkłada tymczasem na bok jedną monetę. Jej lśniący blask ponownie wabi tytułową bohaterkę opery. Tym razem nie uchodzi to już uwagi Giorgia i Antonia. W trójkę razem z Pippem podążają za sroką i chłopak wspina się do jej gniazda na kościelnej dzwonnicy. Znajduje tam nie tylko swoją monetę, ale wiele przedmiotów, w tym te ze srebrnego kompletu Lucii. Dzwonią też na alarm. Egzekucja zostaje wstrzymana wobec udowodnionej niewinności skazanej. Wybucha również salwa, a Lucia mdleje na myśl, że już po wszystkim. Są to jednak strzały na wiwat. Teraz w zasadzie nie ma przeszkód, aby Ninetta i Giannetto mogli się połączyć, a ostatnia, za to naprawdę poważna, ma za chwilę ustąpić. Fernando jest ułaskawiony przez króla. Ernesto wręcza odpowiedni dekret Gottardowi na czas. Wszyscy oprócz wójta mogą być w pełni radośni.

## Losy sceniczne

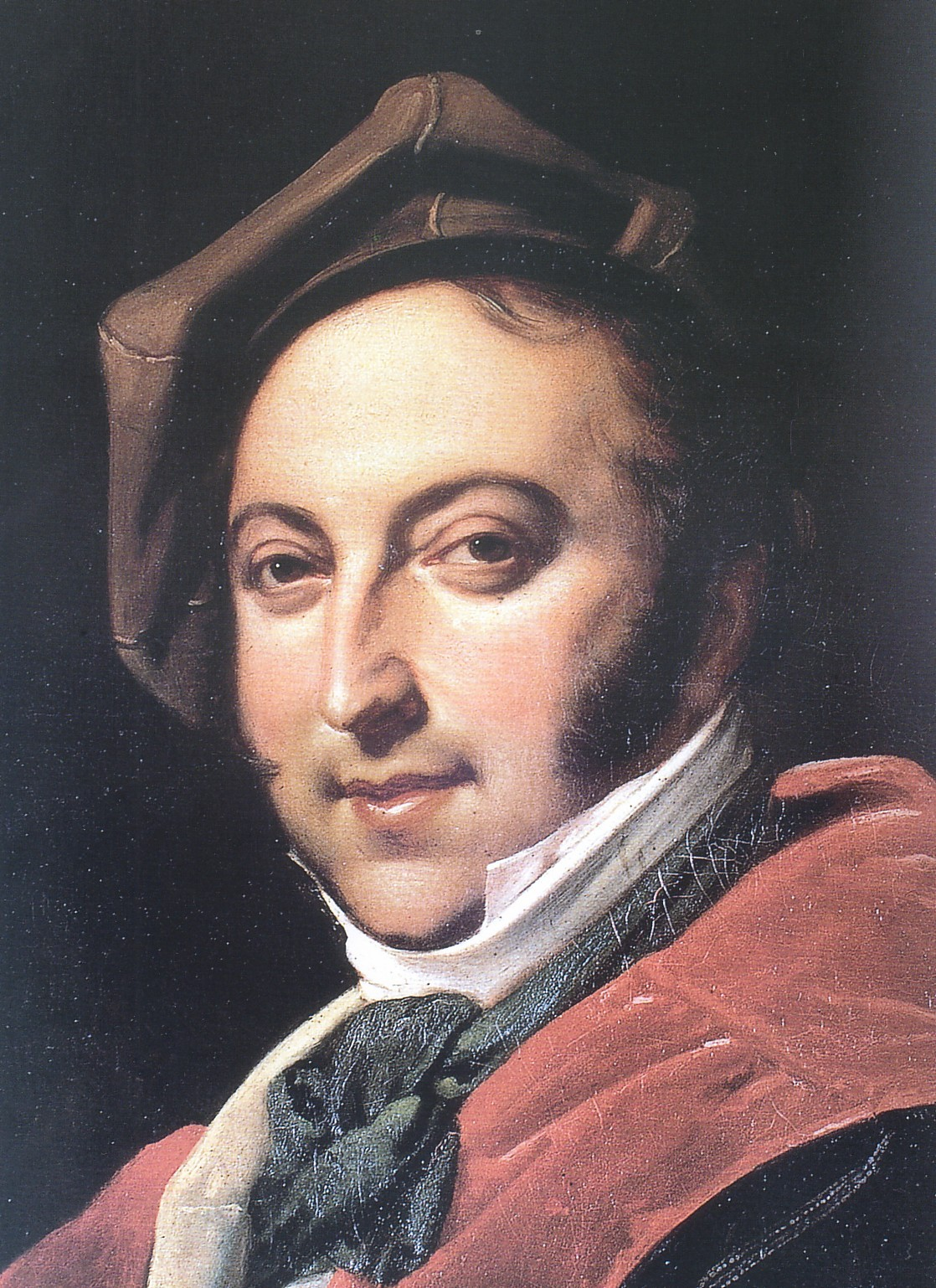
G.A. Rossini

Premiera w dniu 31 maja 1817 roku, w znakomitej obsadzie: Teresa Belloc (Ninetta), Savino Monelli (Giannetto), Antonio Ambrosi (wójt) i Filippo Galli (Fernando), stała się jednym z największych tryumfów w karierze Rossiniego i największym sukcesem sezonu. Opera przez wiele dziesięcioleci należała do najczęściej wystawianych oper. Grano ją w całej Europie, w Warszawie w 1825, 1830 i 1833 roku. Entuzjazmował się nią piętnastoletni Chopin. Przed wyjazdem do Dusznik w 1826 roku napisał Poloneza b-moll, w którym posłużył się melodią kawatyny Giannetta z I aktu: Vieni fra queste braccia. Po okresie zapomnienia Srokę wystawiono w 1965 roku we Florencji, a w 1966 roku w Londynie. W roku 1980, a następnie w 1981, 1989, 2007 i 2015 operę pokazano na Rossini Opera Festivalu w Pesaro.

## Komentarz
Sroka złodziejka stanowi w twórczości Rossiniego zjawisko nowe i oryginalne, można by ją nazwać pierwszym dramatem realistycznym we włoskiej literaturze operowej. Tłem Sroki nie jest już mitologia, legenda czy ważne wydarzenia historyczne, lecz zwykły fakt z małomiasteczkowej kroniki sądowej, a bohaterami nie są bogowie, królowie czy dostojnicy, lecz prości ludzie, dotąd ukazywani, co najwyżej, w ujęciu komicznym lub sielankowym, nigdy dramatycznym. Sroka toruje drogę takim dziełom jak Traviata Verdiego, Halka Moniuszki, Carmen Bizeta, oraz późniejszym operom szkoły nowowłoskiej. Można w Sroce odnaleźć pierwowzory postaci i sytuacji scenicznych wielu późniejszych oper. Wójt ma wiele rysów wspólnych z Barnabą z Giocondy Ponchiellego i Scarpią z Toski Pucciniego. Handlarz domokrążca Izaak to prototyp Trabuca z Mocy przeznaczenia Verdiego. Motywy sądu nad Ninettą znajdują pewne analogie w sądzie nad Radamesem w Aidzie, a pochód na szafot przypomina scenę deportacji z Manon Lescaut Masseneta.
W Sroce Rossini po mistrzowsku połączył elementy opery seria i buffa. Pierwszy akt, aż do finału, ma charakter sielanki. Drugi natomiast tchnie grozą. Sam finał ma już o wiele łagodniejszy charakter i pozostaje w rozdźwięku z prawdziwymi wydarzeniami, ich bohaterka, pierwowzór Ninetty, nie miała tyle szczęścia, co heroina opery. Jej niewinności dowiedziono dopiero pośmiertnie.
Mimo tego, że Rossiniemu zdarzało się wykorzystywać swoje uwertury w kilku różnych dziełach, tym razem uwertura stanowi integralną częścią partytury. Jest uważana za jego najlepszą tego rodzaju kompozycję przed Wilhelmem Tellem. Szczególnie wysoko krytycy cenią w uwerturze do Sroki żywiołowość rytmiki, dynamiczność oraz kolorystykę dźwiękową, która obfituje w szereg interesujących pomysłów, takich jak solistyczne traktowanie tremola werbli we wstępnym Maestoso marziale. Rozbudowana też została, zaznaczona już w Kopciuszku, tendencja do bardziej organicznego łączenia uwertury z operą za pomocą wspólnych tematów. Oba główne tematy Allegra uwertury znalazły się w całości w scenie więziennej na początku II aktu.
Szczególne uznanie krytyków budzi w Sroce złodziejce charakterystyka dramatyczna postaci, nastrojów i sytuacji. Pełnowymiarowymi osobami są nie tylko główni bohaterowie: Ninetta, Fernando, Giannetto czy Pippo, ale nawet Fabrizio, Lucia, Izaak i dozorca więzienny, Antonio. Szczególny wdzięk ma pojawienie się Ninetty w I akcie, wyśpiewującej radość z powrotu ukochanego w kawatynie: Di piacer ma balza il cor, którą Stendhal nazywa jednym z najpiękniejszych natchnień Rossiniego (un de plus belle inspirations). Całkowicie odmienny jest nastrój sceny więziennej, gdzie załamana Ninetta w rozmowie z Pippem powierza mu pierścionek, krzyżyk i inne drobne pamiątki, prosząc o przekazanie ich narzeczonemu. Świetnie scharakteryzowana jest też postać Fernanda. W jego miłości do córki i rozpaczy po jej skazaniu, można odnaleźć momenty uczuciowe zapowiadające Rigoletta Verdiego. Najsłabiej wypada osoba wójta, która w utworze jawi się jako postać niemal humorystyczna. Umiejętność malowania czarnych charakterów nie była zresztą nigdy mocną stroną Rossiniego, czego przykładem mogą być Jago z Otella czy Gessler z Wilhelma Tella.
Wspaniałe są wreszcie w Sroce sceny zbiorowe. W akcie I obraz początkowy stanowiący ilustrację beztroskiej zabawy oraz tercet, w którym Ninetta wyraża pogardę dla wójta, Fernando oburza się na jego erotyczne zapały, a upokorzony wójt snuje plany zemsty. W II akcie dramatyczną potęgą odznacza się scena sądu ze złowrogim chórem sędziów oraz przejmujący pochód głównej bohaterki na szafot. Bardzo dobra jest też, przynosząca odprężenie i uwalniająca od koszmaru, scena końcowa.
Starając się o sukces utworu kompozytor nie ustrzegł się niestety znacznych koncesji na rzecz popisów wokalnych głównych wykonawców. Wiele fragmentów przeładował wokalnymi ozdobnikami i wirtuozowskimi kadencjami oraz przyspieszeniami tempa zupełnie nieuzasadnionymi sytuacją dramatyczną.

## Podział
Sinfonia (Mi maggiore)

### Akt I
- 1 Introduzione Oh che giorno fortunato! (Lucia, Pippo, Fabrizio, la Gazza, Coro)
- 2 Cavatina Ninetta Di piacer mi balza il cor
- 3 Cavatina Isacco Stringhe e ferri da calzette
- 4 Coro e Cavatina Giannetto Ma qual suono! [...] Vieni fra queste braccia (Ninetta, Lucia, Giannetto, Coro)
- 5 Brindisi di Pippo Tocchiamo, beviamo (Pippo, Coro)
- 6 Recitativo e Duetto Ninetta – Fernando Ieri, sul tramontar del sole [...] Come frenar il pianto!
- 7 Cavatina Podestà Il mio piano è preparato
- 8 Scena e Terzetto M'affretto di mandarvi i contrassegni [...] Respiro. Mia cara!
- 9 Finale I In casa di Messere Fabrizio Vingradito (Ninetta, Lucia, Pippo, Giannetto, Isacco, Fabrizio, Podestà, Coro)

### Akt II
- 10 Duetto Ninetta – Giannetto Forse un dì conoscerete (Ninetta, Giannetto, Antonio)
- 11 Aria Podestà Sì per voi, pupille amate (Ninetta, Podestà, Coro maschile)
- 12 Recitativo e Duetto Ninetta – Pippo Deh pensa che domani [...] E ben, per mia memoria
- 13 Scena e Aria Fernando Chi è? Fernando! oh Dio! [...] Accusata di furto... oh rossore! (Ninetta, Fernando)
- 14 Recitativo, Coro e Quintetto
  - Recitativo accompagnato A pieni voti è condannata (Giannetto, Fabrizio, Pretore)
  - Coro Tremate, o popoli, a tale esempio! (Coro maschile)
  - Recitativo accompagnato Infelice donzella (Pretore)
  - Quintetto Ah! qual colpo! (Ninetta, Giannetto, Fabrizio, Podestà, Fernando, Pretore, Coro maschile)
- 15 Aria Lucia A questo seno
- 16 Finale II Infelice, sventurata (Ninetta, Lucia, Pippo, Giannetto, Antonio, Giorgio, Fabrizio, Podestà, Fernando, Coro)